# Christopher Ezeala
Christopher Nwabuisi Ezeala (Monaco di Baviera, 19 settembre 1995) è un giocatore di football americano tedesco che gioca nel ruolo di runningback per gli Stuttgart Surge.
Dopo aver giocato per le squadre giovanili dei München Rangers e dei Feldkirchen Lions, ha firmato con gli Allgäu Comets e successivamente con gli Ingolstadt Dukes. È stato selezionato nell'International Player Pathway Program dai Baltimore Ravens, coi quali è rimasto per tre stagioni, per passare in seguito alla squadra professionistica tedesca dei Cologne Centurions.